# Kaftari
Kaftari és un nivell arqueològic d'Anshan a Elam, que equival en alguns aspectes a un dels nivells de Susa, i està caracteritzat per la ceràmica pintada de color d'ant i adornada amb fileres d'ocells, que és un tret exclusiu d'Anshan. També destacar gerres i altres objectes pintats de vermell, reminiscència dels usats a Susa. S'han trobat cilindres d'inspiració mesopotàmica i segells característics.